# جریان استوکس

شکلی از حرکت یک کره در رژیم جریانی استوکس؛ کره در حضور میدان گرانشی در حال سقوط است و از سوی سیال متحمل نیروی درگ می‌شود. پس از آن‌که دو نیروی گرانشی و درگ به تعادل رسیدند، کره با سرعت نهایی ثابت به حرکت خود ادامه می‌دهد.

جریان استوکس (به پاس قدردانی از زحمات جورج گابریل استوکس) که نام‌های جریان خزشی یا حرکت با عدد رینولدز پایین نیز به آن گفته می‌شود گونه‌ای از جریان سیال است که در آن نیروهای ادواکسیون اینرسی در قیاس با نیروهای ناشی از لزجت مقادیر کوچک‌تری دارند؛ به بیانی دیگر، عدد رینولدز در این‌گونه جریان‌ها کوچک‌تر از یک خواهد بود. محتمل‌ترین وضعیت برای رخ دادن این رژیم جریانی، کم بودن اندازهٔ سرعت جریان برای سیالی با لزجت بالاست. هم‌چنین در شرایطی که طول مشخصه سیستم بسیار کوچک می‌شود نیز رژیم جریانی به سوی وضعیت استوکسی متمایل خواهد شد. چنین رژیم جریانی نخستین بار به منظور تشریح نظریه روان‌کاری (روغن‌کاری) به کار رفت. از جمله پدیده‌های طبیعی که چنین رژیم جریانی در آن‌ها غالب است می‌توان به حرکت میکروارگانیسم‌ها و اسپرم‌ها و جریان گدازه‌های آتش‌فشانی اشاره کرد. در صنعت نیز حرکت سیالات رنگی و پلیمری، جریان سیالات درون یاتاقان‌ها، تجهیزات میکروالکترومکانیکی و میکروفلوئیک‌ها معمولاً توسط جریان استوکسی قابل تشریح و بررسی است.
معادله حرکت جریان استوکسی که معادلات استوکس نیز نامیده می‌شوند، شکل خطی‌سازی شده معادلات ناویر-استوکس هستند که می‌توان آن‌ها را به کمک روش‌های مختلف شناخته شده برای معادلات دیفرانسیل خطی حل کرد. تابع گرین اولیه جریان استوکس که استوکس‌لِت نامیده می‌شود به کمک یک نیروی نقطه‌ای قرار گرفته در جریان استوکس به دست می‌آید. با مشتق‌گیری از تابع گرین جریان استوکس سایر حل‌های اساسی این جریان به دست می‌آیند.
نخستین بار حل‌های اساسی نیروی نقطه‌ای در جریان پایدار استوکسی توسط برنده جایزه نوبل، هندریک لورنتز، در سال ۱۸۹۶ به دست آورده شد. از این راه حل‌ها هم‌اکنون با نام استوکس‌لِت یاد می‌شود. نخستین بار هانکوک در سال ۱۹۵۳ چنین اصطلاحی را برای این راه حل‌ها به کار برد.

## معادلات استوکس
معادله حرکت جریان استوکسی را می‌توان با خطی‌سازی معادلات ناویر-استوکس در حالت پایا به دست آورد. نیروهای اینرسی در مقایسه با نیروهای لزجت ناچیز فرض می‌شوند و در نتیجه عبارات مربوط به اینرسی از معادله بالانس ممنتوم حذف و به شکل ساده شده زیر تقلیل می‌یابد:
{\displaystyle {\boldsymbol {\nabla }}\cdot \mathbb {P} +\mathbf {f} =0}
در این معادله {\displaystyle \scriptstyle \mathbb {P} } تانسور تنش کوشی است که تنش‌های لزجی و فشاری را دربرمی‌گیرد. {\displaystyle \scriptstyle \mathbf {f} } نیز نشانگر هرگونه نیروی حجمی (نیروهای غیرتماسی ناشی از میدان‌هایی نظیر ثقل، الکتریسیته و مغناطیس) است. در شکل کلی‌تر معادله استوکس، بقای جرم نیز در نظر گرفته می‌شود و آن را به صورت زیر نشان می‌دهند
{\displaystyle {\frac {d\rho }{dt}}+\nabla \cdot (\rho \mathbf {u} )=0}
در این معادله {\displaystyle \scriptstyle \rho } چگالی سیال و {\displaystyle \scriptstyle \mathbf {u} } بردار سرعت است. برای به دست آوردن معادلات حرکت جریان تراکم‌ناپذیر، فرض می‌شود چگالی جریان ثابت است. هم‌چنین در صورتی که بررسی حالت ناپایای جریان استوکسی مدنظر باشد، باید عبارت {\displaystyle \scriptstyle \rho {\frac {\partial \mathbf {u} }{\partial t}}} به سمت چپ معادله بالانس ممنتوم افزوده شود.

### فرض‌های ساده‌سازی معادله استوکس
معادلات استوکس شکل بسیار ساده شده‌ای از معادلات ناویر-استوکس را نشان می‌دهند و منحصراً با فرض‌های نیوتونی بودن سیال و تراکم‌ناپذیری جریان به دست آمده‌اند. هم‌چنین قابل ذکر است که معادله استوکس به کمک روش ساده‌سازی جمله غالب (leading-order simplification) معادلات ناویر-استوکس حاصل شده‌است و لذا صرفاً در شرایطی که عدد رینولدز به سمت صفر میل می‌کند کارایی خواهد داشت.

### تأثیرپذیری از زمان
فارغ از مسائل شرایط مرزی، جریان استوکسی وابستگی قابل توجهی به زمان ندارد؛ به بیانی دیگر اگر شرایط مرزهای جریان دقیقاً برای جریان استوکسی مشخص شده باشد، مشخصات جریان بدون نیاز به دانستن وضعیت آن در سایر زمان‌ها قابل محاسبه است.

### برگشت‌پذیری زمانی
یکی از نتایج مهم عدم تأثیرپذیری از زمان، برگشت‌پذیری زمانی این جریان به این معناست که در صورت استفاده از روش‌های تکرار زمانی جهت حل معادله استوکس، در هر بار حل کردن معادله، در عمل یک معادله که همان معادله اصلی جریان استوکس باشد حل می‌شود و تغییری در ماهیت معادله به وجود نخواهد آمد. از این خاصیت در اغلب اوقات در کنار خطی بودن و تقارن داشتن شرایط مرزی مسئله، جهت یافتن جزئیات جریان بدون حل کامل آن استفاده می‌کنند. از منظری دیگر بازگشت‌پذیری زمانی را می‌توان به معنای عدم امکان‌پذیر بودن مخلوط کردن دو سیال در شرایط جریان خزشی نیز قلمداد کرد. هم‌چنین از این ویژگی با اصطلاحاتی چون «فاقد حافظه بودن» جریان استوکس نیز یاد می‌شود. البته باید به یادداشت تمامی این نتایج در حالی حاصل شده‌اند که مدل سیال نیوتونی در به دست آوردن جریان استوکس به کار بسته شده‌است؛ در نتیجه این نتایج به سیالات غیرنیوتونی که اساساً ماهیتی غیرخطی و اغلب وابسته به زمان دارند قابل تعمیم نیستند.

### پارادوکس استوکس
یکی از جالب‌ترین خواص جریان استوکسی که به پارادوکس استوکس مشهور است در رابطه با جریان استوکسی حول دیسکی دو بعدی مطرح می‌شود؛ ثابت می‌شود که برای یک دیسک دوبعدی هیچ‌گونه جریان استوکسی حول آن نمی‌توان متصور شد؛ این موضوع به‌طور معادل به این مفهوم نیز خواهد بود که هیچ حل غیربدیهی برای معادلات استوکس حول یک استوانه با طول بی‌نهایت وجود نخواهد داشت.

### نمایش برگشت‌پذیری زمانی
سیستم جریانی تیلور-کوئت قادر است تا جریانات آرامی را در فضای حلقوی میان دو استوانه هم‌مرکز که نسبت به هم دارای حرکت دورانی هستند، ایجاد کند. در صورتی که سیالی لزج نظیر شربت ذرت، فضای خالی میان دو استوانه را پر کرده و استوانه خارجی نیز از ماده‌ای شفاف به منظور مشاهده جریان ساخته شده باشد، می‌توان با افزودن ماده‌ای رنگی به این محلول به‌طور عینی برگشت‌پذیری زمانی در جریان استوکس را مشاهده کرد. در حالتی که استوانه‌ها با سرعت دورانی پایینی نسبت به هم در حال گردش باشند، فرض رژیم جریانی استوکسی و حرکت با عدد رینولدز پایین برقرار خواهد بود. با افزودن مقداری ماده رنگی به این جریان شاهد حل شدن جزئی آن در سیال خواهیم بود. پس از گذشت مدت زمانی از شروع اختلاط، در صورتی که چرخش استوانه‌ها را متوقف و شروع به چرخش با همان سرعت و در جهت معکوس کنیم، مشاهده می‌شود که رفته رفته سیال به حالت اولیه خود برمی‌گردد و همان اندک مقدار رنگ حل شده در سیال نیز طی فرایند بازگشت‌پذیری از آن جدا می‌شود و سیستم به حالت اولیه خود برمی‌گردد. این آزمایش به خوبی عدم انحلال‌پذیری دو سیال در رژیم جریانی استوکسی و بازگشت‌پذیری زمانی آن را نشان می‌دهد.

## جریان تراکم‌ناپذیر سیالات نیوتونی
در ساده‌ترین حالت با فرض جریانی تراکم‌ناپذیر و مدل سیال نیوتونی، معادلات استوکس در شکل برداری خود به صورت زیر درمی‌آیند:
{\displaystyle {\begin{aligned}\mu \nabla ^{2}\mathbf {u} -{\boldsymbol {\nabla }}p+\mathbf {f} &=0\\{\boldsymbol {\nabla }}\cdot \mathbf {u} &=0\end{aligned}}}
در این معادلات {\displaystyle \scriptstyle \mathbf {u} } بردار سرعت سیال، {\displaystyle \scriptstyle {\boldsymbol {\nabla }}p} گرادیان فشاری، {\displaystyle \scriptstyle \mu } لزجت دینامیکی و {\displaystyle \scriptstyle \mathbf {f} } نیز نشانگر نیروهای حجمی است. معادلات حاصل نسبت به سرعت و فشار خطی هستند و در نتیجه می‌توان برای حل آن‌ها طیف گسترده‌ای از روش‌های حل معادلات دیفرانسیل خطی را به کار بست.

### معادلات در دستگاه مختصات کارتزینی
با در نظر گرفتن بردار سرعت به صورت {\displaystyle \scriptstyle \mathbf {u} =(u,v,w)} و نیروی حجمی به صورت {\displaystyle \scriptstyle \mathbf {f} =(f_{x},f_{y},f_{z})} می‌توان معادله برداری بالانس ممنتوم را به چهار معادله زیر تفکیک کرد:
{\displaystyle {\begin{aligned}\mu \left({\frac {\partial ^{2}u}{\partial x^{2}}}+{\frac {\partial ^{2}u}{\partial y^{2}}}+{\frac {\partial ^{2}u}{\partial z^{2}}}\right)-{\frac {\partial p}{\partial x}}+f_{x}&=0\\\mu \left({\frac {\partial ^{2}v}{\partial x^{2}}}+{\frac {\partial ^{2}v}{\partial y^{2}}}+{\frac {\partial ^{2}v}{\partial z^{2}}}\right)-{\frac {\partial p}{\partial y}}+f_{y}&=0\\\mu \left({\frac {\partial ^{2}w}{\partial x^{2}}}+{\frac {\partial ^{2}w}{\partial y^{2}}}+{\frac {\partial ^{2}w}{\partial z^{2}}}\right)-{\frac {\partial p}{\partial z}}+f_{z}&=0\\{\partial u \over \partial x}+{\partial v \over \partial y}+{\partial w \over \partial z}&=0\end{aligned}}}
این معادلات با در نظر گرفتن تانسور تنشی کوشی به صورت و فرض ثابت بودن چگالی به دست آمده‌اند.

### روش‌های حل

#### توابع جریان
معادلات جریان استوکس با فرض‌های تراکم‌ناپذیری و نیوتونی بودن سیال توسط توابع جریان در صفحه و سه بعد (با داشتن تقارن محوری) قابل حل است. در جدول زیر کلیات حل در هریک از حالات آورده شده‌است.
| نوع معادله                                | هندسه                     | معادله | توضیحات                                                                                  |
| ----------------------------------------- | ------------------------- | --- | ---------------------------------------------------------------------------------------- |
| تابع جریان {\displaystyle (\psi )}        | دو بعد (صفحه)             | {\displaystyle \nabla ^{4}\psi =0} یا {\displaystyle \Delta ^{2}\psi =0} (معادله بای‌هارمونیک) | منظور از {\displaystyle \Delta } اوپراتور لاپلاسین در دوبعد است.                         |
| تابع جریان استوکس {\displaystyle (\Psi )} | سه بعد (مختصات کروی)      | {\displaystyle E^{2}\Psi =0} که در آن {\displaystyle E={\partial ^{2} \over \partial r^{2}}+{\sin {\theta } \over r^{2}}{\partial \over \partial \theta }\left({1 \over \sin {\theta }}{\partial \over \partial \theta }\right)} | برای مشتق‌گیری از اوپراتور {\displaystyle E} به بخش ورتیسیتن تابع جریان استوکس نگاه کنید. |
| تابع جریان استوکس {\displaystyle (\Psi )} | سه بعد (مختصات استوانه‌ای) | {\displaystyle L_{-1}^{2}\Psi =0} که در آن {\displaystyle L_{-1}={\frac {\partial ^{2}}{\partial z^{2}}}+{\frac {\partial ^{2}}{\partial \rho ^{2}}}-{\frac {1}{\rho }}{\frac {\partial }{\partial \rho }}}                      | برای {\displaystyle L_{-1}} نگاه کنید به                                                 |